# Ernestinovo
Ernestinovo (németül: Ernestinenhof) falu és község Horvátországban, Eszék-Baranya megyében.

## Fekvése
Eszéktől légvonalban 12, közúton 13 km-re délre, Szlavónia keleti részén, a Szlavóniai-síkságon, az Eszékről Vinkovcéra menő út mentén, Szentlászló, Divós és Paulin Dvor között fekszik.

## A község (járás) települései
A községhez 3 település tartozik:
- Divoš – 52 fő
- Ernestinovo – 1142 fő
- Szentlászló (Laslovo) – 1031 fő

## Története
A mai Ernestinovo helyén egykor az Adamovich család uradalmához tartozó több kisebb major, Széles-, Vrbik-, Vámos-, Smit-puszták, valamint a falu központjának helyén a Rainer-puszta feküdtek. A 19. század második felére megnövekedett a szántóföldek iránti kereslet és az adósságok is egyre nagyobb nyomást gyakoroltak a családra birtokainak eladására. Végül 1865-ben az itteni birtokot két eszéki német polgárnak, Hermann Eisnersek és Julius Kleinnek adták el. Az új birtokosok olyan szorgalmas lakosokat kerestek, akik a környező földeket haszonnal tudnák megművelni. Őket végül a nyugat-bácskai Kerényben és környékén lakó dunai svábokban találták meg, ahonnan 53 családot telepítettek ide. A családokkal folytatott tárgyalások során minden háztartásnak ígértek egy házat kerttel 1 hektárig, 1 hektár legelőig és 1 sessio (8 hektár) szántóföldig 20 éves visszafizetéssel, 17 forint éves részletekben, amelyet követően a földek tulajdonukba kerülnek. Az új települést a birtok úrnőjéről Ernestina Kleinről Ernestinenhofnak nevezték el. Később horvátul Ernestinovacnak nevezték. A falunak kezdetben sok nehézséggel kellett szembenéznie. 1866-ban és 1869-ben szárazság, 1870-ben és 1873-ban áradások, 1871-ben pedig kolera pusztított.

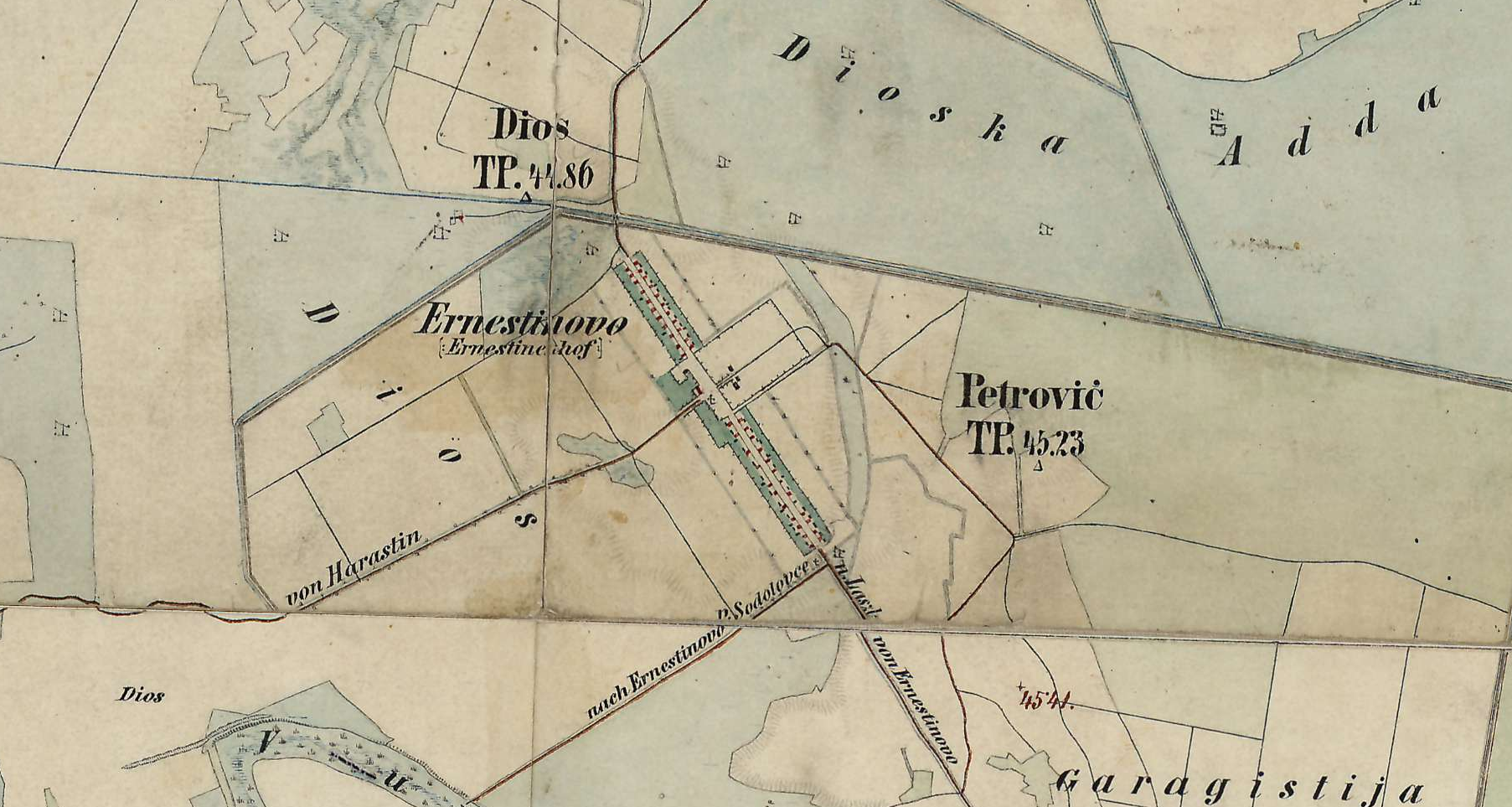
Ernestinovo a harmadik katonai felmérés térképén

1869-ben 467, 1910-ben 919 lakosa volt. Verőce vármegye Eszéki járásának része volt. Az 1910-es népszámlálás adatai szerint lakosságának 89%-a német, 6%-a horvát, 3%-a magyar, 2%-a szerb anyanyelvű volt. Az első világháború után 1918-ban az új szerb-horvát-szlovén állam, majd később (1929-ben) Jugoszlávia része lett. 1922-ben fúvószenekar alakult, 1924-ben alakult meg a helyi tűzoltócsapat, két évvel később pedig mivel a falunak nem volt temploma felépítették az imaházat. A második világháború végén, 1944-ben az itt lakó németeket a partizánok elüldözték. A megmaradt 40 családot a valpói gyűjtőtáborba deportálták. Az elhagyott házakba Dolac Donji, Knin Zagora és Donji Lapac környékéről származó családokat telepítettek. 1991-től a független Horvátországhoz tartozik. 1991-ben lakosságának 74%-a szerb, 20%-a horvát, 3%-a jugoszláv nemzetiségű volt. A délszláv háború idején a falu súlyos károkat szenvedett. A legnagyobb pusztítás az 1978 óta épülő templomot érte, melyet a szerbek földig romboltak megsemmisítve azoknak a helyi naív szobrászoknak a műveit, melyeket hosszú évek során adományoztak a templomnak. 2011-ben a falunak 1047, a községnek összesen 2189 lakosa volt.

## Lakossága
| Lakosság változása | Lakosság változása | Lakosság változása | Lakosság változása | Lakosság változása | Lakosság változása | Lakosság változása | Lakosság változása | Lakosság változása | Lakosság változása | Lakosság változása | Lakosság változása | Lakosság változása | Lakosság változása | Lakosság változása | Lakosság változása |
| ------------------ | ------------------ | ------------------ | ------------------ | ------------------ | ------------------ | ------------------ | ------------------ | ------------------ | ------------------ | ------------------ | ------------------ | ------------------ | ------------------ | ------------------ | ------------------ |
| 1857               | 1869               | 1880               | 1890               | 1900               | 1910               | 1921               | 1931               | 1948               | 1953               | 1961               | 1971               | 1981               | 1991               | 2001               | 2011               |
| 0                  | 467                | 431                | 566                | 705                | 919                | 942                | 990                | 1.255              | 1.271              | 1.576              | 1.557              | 1.479              | 1.495              | 1.142              | 1.047              |

(1880-ig településrészként, 1890-től önálló településként.)
1991-ben Ernestinovónak 1495 lakosa volt. A lakosság 2001-ben 1142 főt számlált, akik közül 800 fő katolikus.

## Gazdaság
A helyi gazdaság hagyományos alapja a mezőgazdaság és az állattartás. Ma a mezőgazdaság a foglalkoztatottak mindössze 6%-át foglalkoztatja, míg jóval nagyobb népességet foglalkoztat a feldolgozóipar (20%) és a kereskedelem ( 17%), valamint a közintézmények (közigazgatás, rendvédelem, szociális és egészségügyi ellátás, oktatás stb.) Az ernestinovoi önkormányzat a község összes alkalmazottjának 22% -át foglalkoztatja. A munkavállalókat foglalkoztató legnagyobb gazdasági egységek a Laslovac textilruházat-gyártó vállalat és Prvi maj d.d. összesen 128 alkalmazottal.

## Nevezetességei
- Ernestinovo központjában egy tágas park található. A településközpont legjelentősebb épülete az egyszintes Reiner-kúria.[4] A kastélykomplexumot a 18. század végén építették, a 20. századig újjáépítették és felújították. Az épület a sok felújítás ellenére megőrizte 18. század végi és 19. század eleji későbarokk profán építészeti stílusát. A Reiner kastély épületében manapság a Petar Smajić Galéria található.
- A szoborparkban a nemzeti felszabadító háborúban elesettek emlékműve és honvédő háború áldozatainak emlékműve mellett számos naiv művész szobra található, amelyeket a minden év augusztusában itt működő szobrásztelep művészei alkottak.
- Az újonnan épült Szentháromság tiszteletére szentelt római katolikus templom, az ivanovaci plébánia filiája. A templom építése 2003. december 11-én kezdődött és 2007. december 25-én fejeződött be.

## Kultúra
- A KUD „Josip Kozarac” kulturális és művészeti egyesületet 1978-ban alapították. Az egyesület ma mintegy 50 tagot számlál. Céljuk a régi népszokások, népviseletek, táncok és dalok ápolása és megőrzése.
- A település kulturális életében központi helyet foglal el a szobrásztelep, mely minden év augusztusában működik. 1973 májusában Ernestinovón hozták létre a jugoszláv naív szobrászgaléria építését kezdeményező bizottságot. A mai általános iskolában tartott első bizottsági ülésen elfogadták a galéria felépítésére és az ugyanazon év nyári hónapjaiban működő szobrásztelep megszervezésére irányuló javaslatot. A tervek szerint az itt készített faszobrok képezik majd a jövőbeni galéria alapját, amelyet a tervezett Ernestinovi Közösségi Központban kellene felépíteni. A bizottság szervezésében, az iskolanap alkalmával, 1973. június 9–10-én, az Ernestinovo iskola előcsarnokában került kialakításra Szlavónia naiv szobrászai alkotásainak kiállítása. Ezzel létrejött az ernestinovói szobrásztelep, amelyen rendkívüli érdeklődés mellett 1973 augusztus 1 és15 között 12 szobrász vett részt. A műveket a település központjában levő parkban állították fel. A szobrásztelep ma is a naív szobrászok legnagyobb találkozója, egyben Európa legrégibb naív szobrásztelepe.

## Oktatás
A település iskoláját 1960. május 29-én alapították. A régi iskolaépület ott volt, ahol most a Vladimir Nazor utcán a templom áll. A mai iskolaépületet 1969. november 29-én avatták fel. Az iskolába Ernestinovo, Sodolovce, Petrova Slatina és Paulin Dvor települések diákjai jártak és minden településen regionális iskola is működött. Ma Ernestinovón kívül csak Sodolovcén működik területi iskola, melyet 1975-ben építettek. A délszláv háború idején (1991 szeptember – 1997 szeptembere között) az intézmény száműzetésben volt. Az iskola épületét 1997-ben renoválták, és az oktatás 1997. szeptember 22-én kezdődött.

## Sport
- Az NK „Sloga” Ernestinovo labdarúgóklubot 1967-ben alapították. A csapat jelenleg a megyei 2. ligában szerepel. A klub két sportpályával, négy öltözővel és személyzettel ellátott sportlétesítménnyel, valamint sportfelszerelések tárolóhelyiségével és klubbüféjével rendelkezik. A nagypálya világítással is fel van szerelve, így néha esti mérkőzéseket is játszanak. A klub fiatalon elhunyt játékosa emlékére minden év augusztusában megrendezi a Borislav Gverijeri emléktornát.
- A „Slavonija i Baranja” lovasklub 40 tagot számlál, akik sportversenyeken és különféle kulturális rendezvényeken (Đakovačkih vezova, Vinkovačkih jeseni, Pokladnih jahanja stb.) vesznek részt. A klub őrzi és bemutatja a Szlavóniából és Baranjaból származó lótenyésztők hagyományait.
- ŠK Mladost sakk-klub
- ŠRD „Linjak” sporthorgász egyesület

## Galéria
- A Petar Smajić galéria épülete
- A községháza épülete
- A tűzoltószerház épülete
- Az egészségház
- A posta épülete
- A szoborpark a falu központjában
- Az elemi iskola épülete

## Fordítás
Ez a szócikk részben vagy egészben  az   Ernestinovo című horvát Wikipédia-szócikk ezen változatának fordításán alapul.  Az eredeti cikk szerkesztőit annak laptörténete sorolja fel. Ez a jelzés csupán a megfogalmazás eredetét és a szerzői jogokat jelzi, nem szolgál a cikkben szereplő információk forrásmegjelöléseként.